# Chaetonema steineri
Chaetonema steineri is een rondwormensoort uit de familie van de Anoplostomatidae.